# Hoa hậu Trái Đất 2020
Hoa hậu Trái Đất 2020 là cuộc thi Hoa hậu Trái Đất lần thứ 20 được tổ chức vào ngày 29 tháng 11 năm 2020 dưới hình thức trực tuyến và không có quốc gia đăng cai tổ chức. Ngôi vị cao nhất đã thuộc về Lindsey Coffey đến từ Hoa Kỳ. Hoa hậu Trái Đất 2019 - Nellys Pimentel đến từ Puerto Rico đã không thể trao lại vương miện cho người kế nhiệm vào đêm chung kết vì cuộc thi năm nay là sự kiện không gặp mặt trực tiếp. Đây là phiên bản đầu tiên của Hoa hậu Trái Đất được phát sóng trên TV5, sau khi Ủy ban Viễn thông Quốc gia Philippines đưa ra thông báo đóng cửa Đài truyền hình Quốc gia ABS-CBN vĩnh viễn vì những xung đột với chính quyền của Tổng thống Rodrigo Duterte.

## Thông tin cuộc thi
- Theo thông tin, logo cuộc thi mỗi năm do Miss Earth Graphy thiết kế. Đầu ngày 5 tháng 2 năm 2020, Miss Earth Graphy thiết kế logo cuộc thi có hình biểu tượng cuộc thi và phía sau là đền Taj Mahal của Ấn Độ.
- Vào ngày 17 tháng 2 năm 2020, trang web Sash Factor đưa tin, Việt Nam đang đấu thầu tổ chức Hoa hậu Trái Đất 2020 nhưng bị hoãn các cuộc đàm phán do đại dịch Covid-19.
- Đến ngày 29 tháng 2 năm 2020, Miss Earth Graphy thiết kế logo khác, có hình biểu tượng cuộc thi và phía sau là Vịnh Hạ Long, Việt Nam. Nhiều người cho rằng sau một thập kỷ cuộc thi đã quay lại Việt Nam - nơi diễn ra Hoa hậu Trái Đất 2010.
- Để đảm bảo an toàn cho các thí sinh năm nay giữa tình hình đại dịch Covid-19 vẫn đang diễn biến ngày một phức tạp, bà Lorrain Shuck - Phó Chủ tịch Tập đoàn Carousel Production, đơn vị tổ chức cuộc thi Hoa hậu Trái Đất đã lên kế hoạch tổ chức cuộc thi năm nay dưới hình thức trực tuyến. Cuộc thi sẽ bắt đầu diễn ra từ ngày 21 tháng 9. Phần thi Bán kết khác với mọi năm khi chia các thí sinh thành 4 nhóm tùy thuộc vào múi giờ. Đêm chung kết diễn ra vào ngày 29 tháng 11.

## Kết quả

### Thứ hạng
| Kết quả                     | Thí sinh |
| --------------------------- | --- |
| Hoa hậu Trái Đất 2020       | - Hoa Kỳ – Lindsey Coffey |
| Hoa hậu Không khí (Á hậu 1) | - Venezuela – Stephany Zreik |
| Hoa hậu Nước (Á hậu 2)      | - Philippines – Roxanne Allison Baeyens (§) |
| Hoa hậu Lửa (Á hậu 3)       | - Đan Mạch – Michala Rubinstein |
| Top 8                       | - Myanmar – Amara Shune Lei - Hà Lan – Tessa le Conge (§) - Ba Lan – Sabina Półtawska - Puerto Rico – Krystal Badillo |
| Top 20                      | - Belarus – Mariia Reznyuk - Kenya – Kelly Ávila (§) - Nigeria – Aya Kadjo - Đức – Annabella Fleck - Bờ Biển Ngà – Anna Tode - Bồ Đào Nha – Fridah Kariuki - Panama – Gwenivere Chioma Ifeanyieze - Nhật Bản – Anayansi De Gracia - Costa Rica – Ivanna Rohashko - Singapore – Christina Cai - Nam Phi – Lungo Katete (§) - Thái Lan – Teeyapar Sretsirisuvarna |

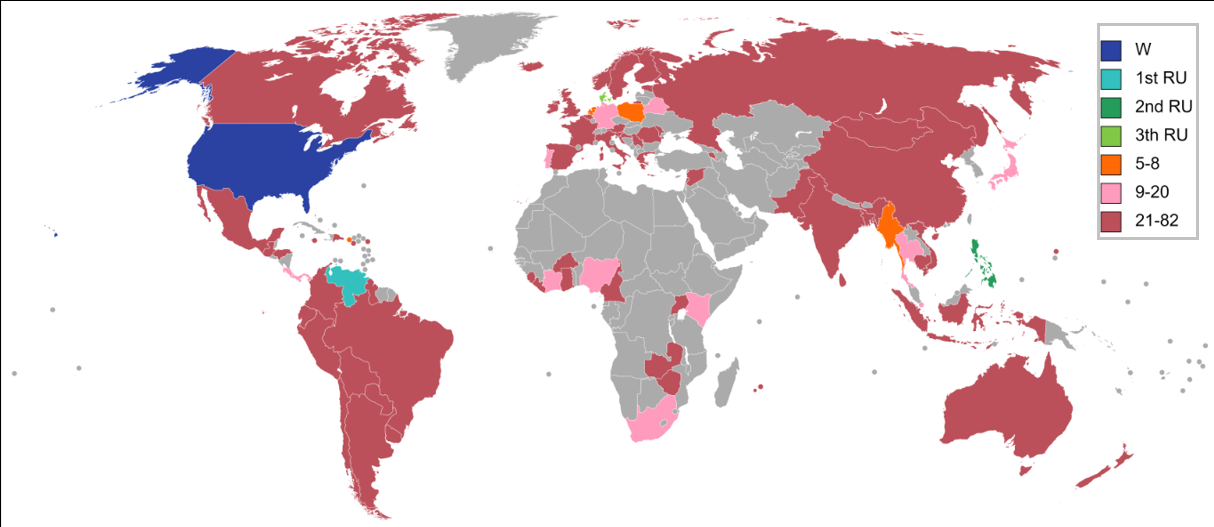
Các quốc gia và vùng lãnh thổ tham gia Hoa hậu trái Đất 2020 và kết quả.

§ - Thí sinh được vào thẳng Top 20 do chiến thắng giải thưởng Best Eco-Video

### Thứ tự gọi tên
| - Châu Âu: 1. Hà Lan 2. Đan Mạch 3. Bồ Đào Nha 4. Đức 5. Ba Lan 6. Belarus - Châu Phi: 1. Nam Phi 2. Kenya 3. Bờ Biển Ngà 4. Nigeria - Châu Á - Thái Bình Dương: 1. Philippines 2. Nhật Bản 3. Thái Lan 4. Singapore 5. Myanmar - Châu Mỹ: 1. Costa Rica 2. Venezuela 3. Panama 4. Hoa Kỳ 5. Puerto Rico | 1. Puerto Rico 2. Ba Lan 3. Philippines 4. Venezuela 5. Hà Lan 6. Myanmar 7. Hoa Kỳ 8. Đan Mạch |

## Các phần thi
| Phần thi                 | Phần thi                            | Vàng                                | Bạc                                        | Đồng |
| ------------------------ | ----------------------------------- | ----------------------------------- | ------------------------------------------ | ---- |
| National Costume         |                                     |                                     |                                            |      |
| Châu Phi                 | Gwenivere Ifeanyieze Nigeria        | Emma Djentuh Ghana                  | Lungo Katete Nam Phi                       |      |
| Châu Á - Thái Bình Dương | Thái Thị Hoa Việt Nam               | Teeyapar Sretsirisuvarna Thái Lan   | Amara Shune Lei Myanmar                    |      |
| Châu Âu                  | Marta Lorenzo Morín Tây Ban Nha     | Kimbery Bosman Bỉ                   | Yeranuhi Melikyan Armenia                  |      |
| Châu Mỹ                  | Stephany Zreik Venezuela            | Thaís Bergamini Brazil              | Kelly Avila Mora Costa Rica                |      |
|                          |                                     |                                     |                                            |      |
| Evening Gown             |                                     |                                     |                                            |      |
| Châu Phi                 | Gwenivere Ifeanyieze Nigeria        | Nelvina Bakshya Mauritius           | Emma Djentuh Ghana                         |      |
| Châu Á - Thái Bình Dương | Roxanne Allison Baeyens Philippines | Amara Shune Lei Myanmar             | Thái Thị Hoa Việt Nam                      |      |
| Châu Âu                  | Sabina Poltawska Ba Lan             | Tessa le Conge Hà Lan               | Annabella Fleck Đức                        |      |
| Châu Mỹ                  | Lindsey Coffey Hoa Kỳ               | Krystal Badillo Puerto Rico         | Stephany Zreik Venezuela                   |      |
|                          |                                     |                                     |                                            |      |
| Swimsuit                 |                                     |                                     |                                            |      |
| Châu Phi                 | Aya Kadjo Bờ Biển Ngà               | Lungo Katete Nam Phi                | Gwenivere Ifeanyieze Nigeria               |      |
| Châu Á - Thái Bình Dương | Amara Shune Lei Myanmar             | Roxanne Allison Baeyens Philippines | Safira Reski Ramadhanti Rumimper Indonesia |      |
| Châu Âu                  | Tessa le Conge Hà Lan               | Annabella Fleck Đức                 | Sabina Poltawska Ba Lan                    |      |
| Châu Mỹ                  | Stephany Zreik Venezuela            | Lindsey Coffey Hoa Kỳ               | Anayansi Cristel De Gracia Panama          |      |
|                          |                                     |                                     |                                            |      |
| Sport Wear               |                                     |                                     |                                            |      |
| Châu Phi                 | Gwenivere Ifeanyieze Nigeria        | Lungo Katete Nam Phi                | Danielle Chegue Wabo Cameroon              |      |
| Châu Á - Thái Bình Dương | Battogtokh Buyantogtokh Mông Cổ     | Amara Shune Lei Myanmar             | Roxanne Allison Baeyens Philippines        |      |
| Châu Âu                  | Yuliana Deryagina Nga               | Tessa le Conge Hà Lan               | Ivanna Rohashko Bồ Đào Nha                 |      |
| Châu Mỹ                  | Stephany Zreik Venezuela            | Lindsey Coffey Hoa Kỳ               | Denise Gloren Guelos Canada                |      |
|                          |                                     |                                     |                                            |      |
| Talent (Sing)            |                                     |                                     |                                            |      |
| Châu Phi                 | Lungo Katete Nam Phi                | Gwenivere Ifeanyieze Nigeria        | Chloë Bienvenu Réunion                     |      |
| Châu Á - Thái Bình Dương | Nisay Heng Campuchia                | Suzy Nielsen New Zealand            | Meghna Alam Bangladesh                     |      |
| Châu Âu                  | Anette Müürsepp Estonia             | Ella Baker-Roberts Anh Quốc         | Eileen Mary O'Donnell Ireland              |      |
| Châu Mỹ                  | Lindsey Coffey Hoa Kỳ               | Catherine Harris Jamaica            | Natalhia Escobar Paraguay                  |      |
|                          |                                     |                                     |                                            |      |
| Talent (Creative)        |                                     |                                     |                                            |      |
| Châu Phi                 | Robell Hovers Liberia               | Emma Djentuh Ghana                  | Tinokunda Moyo Zimbabwe                    |      |
| Châu Á - Thái Bình Dương | Anna Tode Nhật Bản                  | Amara Shune Lei Myanmar             | Dayana Soulayman Liban                     |      |
| Châu Âu                  | Tessa le Conge Hà Lan               | Yuliana Deryagina Nga               | Tatiana Usatii Romania                     |      |
| Châu Mỹ                  | Mary Cardona Honduras               | Kelly Avila Mora Costa Rica         | Stephany Zreik Venezuela                   |      |
|                          |                                     |                                     |                                            |      |
| Talent (Dance)           |                                     |                                     |                                            |      |
| Châu Phi                 | Fridah Kariuki Kenya                | Muka Mimi Hamoonga Zambia           | Aya Kadjo Bờ Biển Ngà                      |      |
| Châu Á - Thái Bình Dương | Roxanne Allison Baeyen Philippines  | Christina Cai Singapore             | Romane Dananjani Sri Lanka                 |      |
| Châu Âu                  | Marta Lorenzo Morín Tây Ban Nha     | Ivanna Rohashko Bồ Đào Nha          | Adrijana Ojsteršek Slovenia                |      |
| Châu Mỹ                  | Denise Gloren Guelos Canada         | Gabriela Castillo Guatemala         | Lorraine Sosa Uruguay                      |      |

## Các giải thưởng đặc biệt
| Giải thưởng    | Thí sinh |
| -------------- | --- |
| Best Eco-Angel | - Kenya – Fridah Kariuki |
| Best Eco-Video | - Châu Âu: Hà Lan – Tessa le Conge - Châu Phi: Nam Phi – Lungo Katete - Châu Á - Thái Bình Duơng: Philippines – Roxanne Allison Baeyens - Châu Mỹ: Costa Rica – Kelly Avila Mora |
| Eco-Angel      | - Úc – Brittany Dickson |

### Jewel Beauty Strong Earth Ambassador
| Kết quả     | Thí sinh |
| ----------- | --- |
| Chiến thắng | - Philippines – Roxanne Allison Baeyens |
| Top 15      | - Úc – Brittany Dickson - Belarus – Mariia Rezniuk - Kenya – Fridah Kariuki - Myanmar – Amara Shune Lei - Hà Lan – Tessa le Conge - Nigeria – Gweniverse Chioma Ifeanyieze - Panama – Anayansi Cristel De Gracia - Ba Lan – Sabina Poltawska - Puerto Rico – Krystal Badillo - Nam Phi – Lungo Katete - Thái Lan – Teeyapar Sretsirisuvarna - Hoa Kỳ – Lindsey Coffey - Venezuela – Stephany Zreik - Việt Nam – Thái Thị Hoa |

## Phần ứng xử hay nhất
Câu hỏi trong phần thi ứng xử của Hoa hậu Trái Đất 2020: “Năm 2020 mang đến cho chúng ta rất nhiều thuyết âm mưu, tin tức trái ngược nhau hoặc tin đồn thất thiệt. Làm thế nào để bạn dung hòa điều này với khái niệm sự thật?”	
Câu trả lời của Hoa hậu Trái Đất 2020: "Đã có nhiều thuyết âm mưu được đưa ra. Rất khó để quyết định rằng điều gì nên tin và điều gì không nên tin. Nhưng đây là lý do tại sao điều quan trọng là phải thực sự xem xét các nguồn tin, cố gắng tìm các nguồn uy tín mà bạn thực sự có thể tin tưởng.
Trong thời gian này, điều vô cùng quan trọng là phải tập trung vào điều đó vì hơn bao giờ hết, chúng ta cần tôn trọng các nghiên cứu khoa học. Chúng ta cần tôn trọng những bằng chứng chắc chắn được đưa ra trước chúng ta. Đó là lý do tại sao điều rất quan trọng là phải thực sự theo dõi sự tìm hiểu và nói chuyện với nhau và không quá tập trung vào điều đầu tiên bạn nghe thấy hay đọc được." - Lindsey Coffey, đại diện của Hoa Kỳ.

## Chương trình

### Hình thức
Năm nay, do cuộc thi diễn ra dưới hình thức trực tuyến, Top 20 thí sinh vào vòng chung kết sẽ được chọn từ 84 thí sinh ban đầu thông qua một buổi phỏng vấn trực tuyến kín, các phần thi phụ và cuộc thi bán kết với trang phục áo tắm và trang phục dạ hội do các thí sinh cùng êkip của mình tự quay video clip và gửi đến cho Ban tổ chức. Số thí sinh được vào thẳng Top 20 đã tăng từ hai lên bốn so với hai năm trước. Hình thức các thí sinh được phân chia theo bốn khu vực địa lý, bao gồm sáu thí sinh từ châu Âu, năm thí sinh từ châu Mỹ, bốn thí sinh từ châu Phi và năm thí sinh từ châu Á-Thái Bình Dương trong đó, mỗi châu lục có một thí sinh được vào thẳng do đoạt giải thưởng Video sinh thái ấn tượng nhất. Top 20 thí sinh tham gia phần thi trang phục áo tắm và trang phục dạ hội dưới hình thức video clip. Trước phần thi trang phục dạ hội, họ sẽ đối mặt với vòng thi vấn đáp đầu tiên dưới hình thức những cụm từ đính kèm hashtag ngắn gọn, phần thi này diễn ra từ năm 2016. Sau đó, ban giám khảo chọn ra tám người xuất sắc nhất bước vào vòng thi vấn đáp thứ hai với một câu hỏi chung. Mỗi khi thí sinh nào được xướng tên, Ban tổ chức sẽ chủ động liên lạc với họ trong một phòng riêng và MC sẽ đưa ra câu hỏi. Kết thúc cuộc thi là hội đồng giám khảo đã quyết định Hoa hậu Trái Đất 2020 và ba Á hậu.

### Ban giám khảo
- Patricia Zavala – Nữ diễn viên và MC người Venezuela[2][3]
- Hassan Eltigani Malik – Chủ tịch Tổ chức Phát triển Công nghiệp Liên Hợp Quốc[2][3]
- Natalia Barulich – DJ, người mẫu, ca sĩ[2][3]
- Iskandar Widjaja – Nghệ sĩ violin[2][3]
- Jewel Lobaton – Hoa hậu Hoàn vũ Philippines 1998 [2][3], Giám đốc điều hành, Người sáng lập và Chủ sở hữu của Jewel Beauty Strong
- Michael Ma – Chủ nhà hàng,[2][3] Nhà môi trường, Người sáng lập và Giám đốc điều hành của Tập đoàn Indochine
- Lorraine Schuck – Á hậu 1 Hoa hậu Châu Á-Thái Bình Dương Quốc tế 1979 đến từ Philippines, Phó Chủ tịch Tập đoàn Carousel Productions

## Thí sinh tham gia
Cuộc thi có tổng cộng 82 thí sinh tham gia: 
| Quốc gia/Vùng lãnh thổ | Thí sinh                         | Tuổi | Chiều cao               | Quê quán              | Khu vực                  |
| ---------------------- | -------------------------------- | ---- | ----------------------- | --------------------- | ------------------------ |
| Argentina              | Estrella Danieri                 | 20   | 1,75 m (5 ft 9 in)      | Formosa               | Châu Mỹ                  |
| Armenia                | Yeranuhi Melikyan                | 24   | 1,77 m (5 ft 9+1⁄2 in)  | Yerevan               | Châu Âu                  |
| Úc                     | Brittany Dickson                 | 25   | 1,75 m (5 ft 9 in)      | Sydney                | Châu Á - Thái Bình Dương |
| Áo                     | Nadine Pfaffeneder               | 19   | 1,75 m (5 ft 9 in)      | Thượng Áo             | Châu Âu                  |
| Bangladesh             | Meghna Alam                      | 26   | 1,65 m (5 ft 5 in)      | Dhaka                 | Châu Á - Thái Bình Dương |
| Belarus                | Mariia Rezniuk                   | 27   | 1,74 m (5 ft 8+1⁄2 in)  | Minsk                 | Châu Âu                  |
| Bỉ                     | Kimbery Bosman                   | 22   | 1,73 m (5 ft 8 in)      | Beveren               | Châu Âu                  |
| Bolivia                | Valentina Pérez Medina           | 23   | 1,75 m (5 ft 9 in)      | Sucre                 | Châu Mỹ                  |
| Brazil                 | Thaís Bergamini                  | 27   | 1,80 m (5 ft 11 in)     | Manaus                | Châu Mỹ                  |
| Burkina Faso           | Bassané Amira Naïmah             | 28   | 1,74 m (5 ft 8+1⁄2 in)  | Ouagadougou           | Châu Phi                 |
| Campuchia              | Nisay Heng                       | 24   | 1,70 m (5 ft 7 in)      | Phnôm Pênh            | Châu Á - Thái Bình Dương |
| Cameroon               | Danielle Chegue Wabo             | 27   | 1,75 m (5 ft 9 in)      | Douala                | Châu Phi                 |
| Canada                 | Denise Gloren Guelos             | 25   | 1,65 m (5 ft 5 in)      | Surrey                | Châu Mỹ                  |
| Chile                  | Macarena Quinteros Tapia         | 22   | 1,76 m (5 ft 9+1⁄2 in)  | Patagonia             | Châu Mỹ                  |
| Trung Quốc             | Jie Ding                         | 25   | 1,75 m (5 ft 9 in)      | Sơn Đông              | Châu Á - Thái Bình Dương |
| Colombia               | Natalia Romero                   | 26   | 1,73 m (5 ft 8 in)      | Valle del Cauca       | Châu Mỹ                  |
| Costa Rica             | Kelly Avila Mora                 | 22   | 1,70 m (5 ft 7 in)      | San José              | Châu Mỹ                  |
| Bờ Biển Ngà            | Aya Kadjo                        | 24   | 1,64 m (5 ft 4+1⁄2 in)  | Ivory Coast           | Châu Phi                 |
| Croatia                | Stefanie Topic                   | 24   | 1,67 m (5 ft 5+1⁄2 in)  | Zagreb                | Châu Âu                  |
| Đan Mạch               | Michala Rubinstein               | 27   | 1,69 m (5 ft 6+1⁄2 in)  | Copenhagen            | Châu Âu                  |
| Cộng hòa Dominican     | Jessica Polanco                  | 25   |                         | Santo Domingo         | Châu Mỹ                  |
| Ecuador                | Gabriela Monsalve                | 24   | 1,70 m (5 ft 7 in)      | Manabí                | Châu Mỹ                  |
| Estonia                | Anette Müürsepp                  | 19   | 1,73 m (5 ft 8 in)      | Tallinn               | Châu Âu                  |
| Phần Lan               | Emilia Lepomäki                  | 21   | 1,74 m (5 ft 8+1⁄2 in)  | Vantaa                | Châu Âu                  |
| Pháp                   | Léa Llorens                      | 26   |                         | Paris                 | Châu Âu                  |
| Đức                    | Annabella Fleck                  | 23   | 1,76 m (5 ft 9+1⁄2 in)  | Munich                | Châu Âu                  |
| Ghana                  | Emma Djentuh                     | 24   | 1,80 m (5 ft 11 in)     | Accra                 | Châu Phi                 |
| Hy Lạp                 | Maria Fotou                      | 23   | 1,77 m (5 ft 9+1⁄2 in)  | Athens                | Châu Âu                  |
| Guadeloupe             | Leïla Rose Rosette               | 25   | 1,75 m (5 ft 9 in)      | Terre-de-Haut         | Châu Mỹ                  |
| Guatemala              | Gabriela Castillo                | 22   | 1,69 m (5 ft 6+1⁄2 in)  | Thành phố Guatemala   | Châu Mỹ                  |
| Guyana                 | Cintiana Harry                   | 27   | 1,64 m (5 ft 4+1⁄2 in)  | Berbice               | Châu Mỹ                  |
| Honduras               | Mary Cardona                     | 20   | 1,74 m (5 ft 8+1⁄2 in)  | Tela                  | Châu Mỹ                  |
| Iceland                | Dagbjört Rúriksdóttir            | 25   | 1,75 m (5 ft 9 in)      | Reykjavik             | Châu Âu                  |
| Ấn Độ                  | Tanvi Kharote                    | 22   | 1,65 m (5 ft 5 in)      | Pune                  | Châu Á - Thái Bình Dương |
| Indonesia              | Safira Reski Ramadhanti Rumimper | 22   | 1,70 m (5 ft 7 in)      | Airmadidi             | Châu Á - Thái Bình Dương |
| Ireland                | Eileen Mary O'Donnell            | 23   | 1,75 m (5 ft 9 in)      | Dublin                | Châu Âu                  |
| Ý                      | Giulia Ragazzini                 | 24   | 1,74 m (5 ft 8+1⁄2 in)  | Rome                  | Châu Âu                  |
| Jamaica                | Catherine Harris                 | 23   | 1,74 m (5 ft 8+1⁄2 in)  | Kingston              | Châu Mỹ                  |
| Nhật Bản               | Anna Tode                        | 20   | 1,67 m (5 ft 5+1⁄2 in)  | Saitama               | Châu Á - Thái Bình Dương |
| Kenya                  | Fridah Kariuki                   | 22   | 1,63 m (5 ft 4 in)      | Embu                  | Châu Phi                 |
| Liban                  | Dayana Soulayman                 | 22   | 1,75 m (5 ft 9 in)      | Byblos                | Châu Á - Thái Bình Dương |
| Liberia                | Robell Hovers                    | 24   | 1,76 m (5 ft 9+1⁄2 in)  | Monrovia              | Châu Phi                 |
| Mauritius              | Nelvina Bakshya                  | 26   | 1,74 m (5 ft 8+1⁄2 in)  | Pamplemousses         | Châu Phi                 |
| Mexico                 | Graciela Ballesteros             | 24   | 1,73 m (5 ft 8 in)      | Coahuila              | Châu Mỹ                  |
| Moldova                | Elvira Jain                      | 28   | 1,75 m (5 ft 9 in)      | Chișinău              | Châu Âu                  |
| Mông Cổ                | Battogtokh Buyantogtokh          | 28   | 1,78 m (5 ft 10 in)     | Ulaanbaatar           | Châu Á - Thái Bình Dương |
| Myanmar                | Amara Shune Lei                  | 24   | 1,78 m (5 ft 10 in)     | Yangon                | Châu Á - Thái Bình Dương |
| Hà Lan                 | Tessa le Conge                   | 26   | 1,78 m (5 ft 10 in)     | Arnhem                | Châu Âu                  |
| New Zealand            | Suzy Nielsen                     | 26   | 1,63 m (5 ft 4 in)      | Tauranga              | Châu Á - Thái Bình Dương |
| Nigeria                | Gweniverse Chioma Ifeanyieze     | 22   | 1,74 m (5 ft 8+1⁄2 in)  | Enugu                 | Châu Phi                 |
| Quần đảo Bắc Mariana   | Maria Lael Terlaje               | 19   | 1,68 m (5 ft 6 in)      | Saipan                | Châu Mỹ                  |
| Na Uy                  | Nora Emilie Nakken               | 24   |                         |                       | Châu Âu                  |
| Pakistan               | Arooj Bokhari                    | 25   | 1,70 m (5 ft 7 in)      | Lahore                | Châu Á - Thái Bình Dương |
| Panama                 | Anayansi Cristel De Gracia       | 20   | 1,70 m (5 ft 7 in)      | Thành phố Panama      | Châu Mỹ                  |
| Paraguay               | Natalhia Escobar                 | 25   | 1,70 m (5 ft 7 in)      | Alto Paraná           | Châu Mỹ                  |
| Peru                   | Kelly Dávila                     | 21   | 1,70 m (5 ft 7 in)      | Lima                  | Châu Mỹ                  |
| Philippines            | Roxanne Allison Baeyens          | 23   | 1,65 m (5 ft 5 in)      | Baguio                | Châu Á - Thái Bình Dương |
| Ba Lan                 | Sabina Poltawska                 | 21   | 1,77 m (5 ft 9+1⁄2 in)  | Szczecin              | Châu Âu                  |
| Bồ Đào Nha             | Ivanna Rohashko                  | 24   | 1,70 m (5 ft 7 in)      | Lisbon                | Châu Âu                  |
| Puerto Rico            | Krystal Badillo                  | 24   | 1,70 m (5 ft 7 in)      | Canóvanas             | Châu Mỹ                  |
| Réunion                | Chloë Bienvenu                   | 21   | 1,75 m (5 ft 9 in)      | Saint-Benoît-du-Sault | Châu Âu                  |
| Romania                | Tatiana Usatii                   | 20   | 1,79 m (5 ft 10+1⁄2 in) | Bucharest             | Châu Âu                  |
| Nga                    | Yuliana Deryagina                | 22   | 1,70 m (5 ft 7 in)      | Arkhangelsk           | Châu Âu                  |
| Serbia                 | Jana Radulovic                   | 20   |                         | Niš                   | Châu Âu                  |
| Sierra Leone           | Nadiatejanatu Mansaray           | 25   | 1,91 m (6 ft 3 in)      | Freetown              | Châu Phi                 |
| Singapore              | Christina Cai                    | 21   | 1,63 m (5 ft 4 in)      | Singapore             | Châu Á - Thái Bình Dương |
| Slovenia               | Adrijana Ojsteršek               | 24   | 1,64 m (5 ft 4+1⁄2 in)  | Ljubljana             | Châu Âu                  |
| Nam Phi                | Lungo Katete                     | 23   | 1,65 m (5 ft 5 in)      | Johannesburg          | Châu Phi                 |
| Tây Ban Nha            | Marta Lorenzo Morín              | 24   | 1,70 m (5 ft 7 in)      | Lanzarote             | Châu Âu                  |
| Sri Lanka              | Romane Dananjani                 | 20   | 1,70 m (5 ft 7 in)      | Negombo               | Châu Á - Thái Bình Dương |
| Thụy Điển              | Gabriella Lomm Mann              | 25   | 1,74 m (5 ft 8+1⁄2 in)  | Stockholm             | Châu Âu                  |
| Syria                  | Tiya Alkerdi                     | 23   | 1,69 m (5 ft 6+1⁄2 in)  | Aleppo                | Châu Á - Thái Bình Dương |
| Thái Lan               | Teeyapar Sretsirisuvarna         | 28   | 1,68 m (5 ft 6 in)      | Băng Cốc              | Châu Á - Thái Bình Dương |
| Uganda                 | Priscillah Mbabazi               | 22   | 1,65 m (5 ft 5 in)      | Kampala               | Châu Phi                 |
| Anh Quốc               | Ella Baker-Roberts               | 24   | 1,70 m (5 ft 7 in)      | Kent                  | Châu Âu                  |
| Uruguay                | Lorraine Sosa                    | 22   | 1,63 m (5 ft 4 in)      | Treinta y Tres        | Châu Mỹ                  |
| Hoa Kỳ                 | Lindsey Coffey                   | 28   | 1,76 m (5 ft 9+1⁄2 in)  | Brownsville           | Châu Mỹ                  |
| Quần đảo Virgin (Mỹ)   | Isbella Bennett                  | 25   | 1,68 m (5 ft 6 in)      | Charlotte Amalie      | Châu Mỹ                  |
| Venezuela              | Stephany Zreik                   | 24   | 1,73 m (5 ft 8 in)      | Miranda               | Châu Mỹ                  |
| Việt Nam               | Thái Thị Hoa                     | 26   | 1,75 m (5 ft 9 in)      | Gia Lai               | Châu Á - Thái Bình Dương |
| Zambia                 | Muka Mimi Hamoonga               | 23   | 1,70 m (5 ft 7 in)      | Lusaka                | Châu Phi                 |
| Zimbabwe               | Tinokunda Moyo                   | 24   | 1,65 m (5 ft 5 in)      | Gweru                 | Châu Phi                 |

## Chú ý

### Lần đầu tham gia
- Bangladesh
- Burkina Faso
- Syria

### Trở lại
- Lần cuối tham gia vào năm 2005:
  -  Anh Quốc
- Lần cuối tham gia vào năm 2007:
  -  Iceland
- Lần cuối tham gia vào năm 2010:
  -  Jamaica
- Lần cuối tham gia vào năm 2011:
  -  Estonia
- Lần cuối tham gia vào năm 2012:
  -  Phần Lan
- Lần cuối tham gia vào năm 2013:
  -  Bờ Biển Ngà
- Lần cuối tham gia vào năm 2016:
  -  Uruguay
- Lần cuối tham gia vào năm 2017:
  -  Liban
  -  Pakistan
  -  Uganda
- Lần cuối tham gia vào năm 2018:
  -  Hy Lạp
  -  Ireland
  -  Moldova
  -  Romania
  -  Sri Lanka
  -  Thụy Điển

### Bỏ cuộc
- Botswana,  Fiji,  Guam,  Haiti,  Hungary,  Israel,  Kazakhstan,  Malta,  Papua New Guinea,  Rwanda,  Slovakia,  Nam Sudan,  Tonga và  Ukraine – Không có cuộc thi nào được tổ chức.
- Bosna và Hercegovina,  Montenegro – Bỏ cuộc trước đêm chung kết.
- Cộng hòa Tự trị Krym – Elizabeth Sviridenko quyết định không tham gia cuộc thi.
- Cộng hòa Séc – Cuộc thi cấp quốc gia đã bị hoãn đến tháng 12 và không có thí sinh nào được chỉ định thay thế.
- Anh,  Bắc Ireland – Tham gia với tư cách là Anh Quốc.
- Hàn Quốc – Không có cuộc thi sắc đẹp nào được tổ chức. Tổ chức đưa ra thông báo rằng họ sẽ không chỉ định bất kỳ ai tham gia cuộc thi năm nay. Điều này trái ngược với lời đồn trước đây cho rằng Li Ji-yeon là Hoa hậu Trái Đất Hàn Quốc 2020.
- Malaysia – Nisha Thayananthan đăng quang Hoa hậu Trái Đất Malaysia 2020. Tuy nhiên, Tổ chức Hoa hậu Trái Đất Malaysia đã đưa ra quyết định để cô thi đấu vào phiên bản cuộc thi năm sau.
- Nepal – Không có cuộc thi nào được tổ chức cũng như thí sinh được chỉ định thay thế.
- Không còn thí sinh nào đại diện cho các khu vực Anh, Bắc Ireland, Scotland và Wales kể từ năm nay. Thay vào đó là thí sinh đến từ Anh Quốc.

### Thay thế
- Hy Lạp – Niki Alexandridou rút lui vì lí do cá nhân. Maria Fotou là người đẹp được chọn thay thế.
- Liban – Stephanie Karam đã rút lui vì cô vướng lịch học ở trường Đại học của mình. Dayana Soulayman là người đẹp thay thế đại diện cho Liban tham gia cuộc thi.
- New Zealand – Charlise Hammond quyết định bỏ danh hiệu Hoa hậu Trái Đất New Zealand. Suzy Nielsen là người đẹp được thay thế.
- Bồ Đào Nha – Camila Vitorino đã rút lui khỏi cuộc thi vì lý do cá nhân. Tổ chức Hoa hậu Trái Đất Bồ Đào Nha đã chỉ định Ivanna Rohashko làm đại diện  mới cho cuộc thi năm nay. Cô là người đẹp đoạt vương miện Miss Intercontinental Portugal 2019.
- Zambia – Yamukita Violet Nalwenga đã rút lui. Muka Mimi Hamoonga là người đẹp được chọn thay thế.

### Chỉ định
- Úc – Brittany Dickson được chỉ định là "Hoa hậu Trái Đất Úc 2020". Cô đạt được danh hiệu Miss Charity Australia tại Miss Earth Australia 2019 và đoạt vương miện Miss Earth Australia Air  (Á hậu 1) tại Miss Earth Australia 2017.
- Bolivia – Valentina Pérez Medina được chỉ định là "Hoa hậu Trái Đất Bolivia 2020". Cô là người đẹp đoạt vương miện Miss Bolivia International 2019.
- Colombia – Natalia Romero được chỉ định là "Hoa hậu Trái Đất Colombia 2020". Cô đoạt vương miện Miss Earth Colombia-Fire 2018 (Á hậu 3) tại cuộc thi Miss Earth Colombia 2018.
- Bờ Biển Ngà – Aya Kadjo được chỉ định là "Hoa hậu Trái Đất Bờ Biển Ngà 2020". Cô là người đẹp nắm giữ danh hiệu Miss Élégance Alsace 2019.
- Estonia - Anette Müürsepp được chỉ định là "Hoa hậu Trái Đất Estonia 2020". Cô là người đẹp đoạt vương miện Estonian Beauty Queen 2019.
- Phần Lan – Emilia Lepomäki được chỉ định là "Hoa hậu Trái Đất Phần Lan 2020". Cô là người đẹp đăng quang danh hiệu Miss Eco Finland 2020.
- Guadeloupe – Leïla Rose Rosette được chỉ định là "Hoa hậu Trái Đất Guadeloupe 2020". Cô là người đẹp đã tham gia nhiều hoạt động sinh thái khác nhau.
- Indonesia – Safira Reski Ramadhanti Rumimper được chỉ định là "Hoa hậu Trái đất Indonesia 2020". Cô là người đẹp giành danh hiệu Miss Earth Indonesia Eco Lifestyle 2019 tại cuộc thi Miss Earth Indonesia 2019.
- Mexico – Graciela Ballesteros được chỉ định là "Hoa hậu Trái Đất Mexico 2020". Cô là người đẹp đoạt vương miện Miss Polo International Mexico 2019.
- Ba Lan – Sabina Poltawska được chỉ định là "Hoa hậu Trái Đất Ba Lan 2020". Cô đoạt vương miện Miss Air (Á hậu 1) tại cuộc thi Miss Earth Poland 2019.
- Puerto Rico – Krystal Badillo được chỉ định là "Hoa hậu Trái Đất Puerto Rico 2020". Cô đoạt vương miện Miss Air (Á hậu 1) tại cuộc thi Miss Earth Puerto Rico 2019.
- Nga – Yuliana Deryagina được chỉ định là "Hoa hậu Trái Đất Nga 2020". Cô từng lọt vào Top 10 Beauty of Russia 2019.
- Sierra Leone – Nadiatejanatu Mansaray được chỉ định là "Hoa hậu Trái Đất Sierra Leone 2020" vì tổ chức Miss Earth Sierra Leone đã phải hoãn cuộc thi Face of Sierra Leone 2020 do ảnh hưởng của đại dịch Covid-19.
- Singapore – Christina Cai được chỉ định là "Hoa hậu Trái Đất Singapore 2020". Cô đoạt vương miện Miss Water Singapore (Á hậu 2) tại Miss Earth Singapore 2019.
- Thái Lan – Teeyapar Sretsirisuvarna được chỉ định là "Hoa hậu Trái Đất Thái Lan 2020". Cô là người đẹp đầu tiên trong lịch sử cuộc thi trở lại tham dự cuộc thi lần thứ hai. Trước đó cô từng đại diện Thái Lan tham dự Hoa hậu Trái Đất 2019 và lọt vào Top 20 chung cuộc.
- Uruguay – Lorraine Sosa được chỉ định là "Hoa hậu Trái Đất Uruguay 2020". Cô là một người mẫu và nhà thiết kế đồ họa.
- Venezuela – Stephany Zreik được chỉ định là "Hoa hậu Trái Đất Venezuela 2020". Cô đoạt vương miện Miss Earth Venezuela Fire (Á hậu 3) tại cuộc thi Miss Earth Venezuela 2019.
- Việt Nam – Thái Thị Hoa được chỉ định là "Hoa hậu Trái Đất Việt Nam 2020". Cô từng lọt Top 70 Hoa hậu Hoàn vũ Việt Nam 2017 và đạt danh hiệu Á hậu 2 Hoa hậu Đại sứ Du lịch Hoàn vũ 2018.

## Sự việc gây tranh cãi

### Hoa hậu Trung Quốc diện trang phục áo dài trong phần thi tài năng
Vào ngày 14 tháng 10, Ban tổ chức cuộc thi đã livestream phần thi tài năng của nhóm thí sinh đến từ khu vực Châu Á-Thái Bình Dương trên fanpage chính thức của mình. Trong phần thi của mình, đại diện Trung Quốc - Jie Ding đã diện bộ trang phục rất giống với trang phục áo dài thay vì chọn những trang phục đậm nét Trung Hoa. Cô đã không chú thích về trang phục. Cô chỉ chia sẻ với giám khảo đây là điệu nhảy gắn với văn hóa nghìn năm của đất nước mình. Sau khi video thi tài năng của cô được đăng tải, rất nhiều ý kiến cho rằng trang phục của đại diện Trung Quốc quá giống áo dài Việt Nam.
Theo ý kiến của nhà thiết kế áo dài Đỗ Trịnh Hoài Nam về trang phục của thí sinh Hoa hậu Trái Đất Trung Quốc, sau khi xem hình ảnh trong video, anh đã khẳng định đây chính là mẫu áo dài đặc trưng của Việt Nam.
"Từ phần cổ áo, chi tiết xẻ tà ở eo, quần ống rộng đều mang dáng dấp của áo dài. Mẫu áo dài trắng này rất phổ biến ở Việt Nam, thường được các nữ sinh mặc. Ở các cuộc thi hoa hậu trong nước, thí sinh cũng sử dụng trang phục này. Trước đây, áo dài được thiết kế khuy bấm, nhưng hiện nay người ta thay thế bằng khóa kéo phía sau để tiện dụng hơn".
"Tôi không hiểu vì sao thí sinh Trung Quốc lại mặc áo dài ở cuộc thi sắc đẹp quốc tế?", "Không lẽ ê-kíp của thí sinh cũng như giám khảo không nhận ra đây là áo dài?", "Tôi nghĩ Hoa hậu Trung Quốc đã mắc lỗi chọn trang phục"... là những bình luận từ khán giả. Đỗ Trịnh Hoài Nam bày tỏ anh ngạc nhiên khi thí sinh lại mặc trang phục của quốc gia khác tại một cuộc thi sắc đẹp quốc tế. Anh cho rằng đây là hành động "xâm lược văn hóa", dù cố tình hay vô ý.
Đây không phải là lần đầu tiên các đại diện văn hoá, thời trang của Trung Quốc gây tranh cãi liên quan đến áo dài Việt Nam. Vào năm ngoái, bộ sưu tập Xuân - Hè 2019 của thương hiệu Ne-Tiger đến từ Trung Quốc (được giới thiệu trong khuôn khổ China S/S Fashion Week - Tuần lễ thời trang Trung Quốc Xuân Hè 2019, tổ chức từ tháng 10/2018) đã khiến khán giả Việt Nam tức giận.
Đến nay phía thí sinh Trung Quốc và Ban tổ chức cuộc thi Hoa hậu Trái Đất vẫn chưa lên tiếng về sự việc này.

### Nghi vấn đại diện Việt Nam đạo ý tưởng trong phần thi trang phục dạ hội
Phần thi trang phục dạ hội của nhóm thí sinh đến từ Châu Á-Thái Bình Dương diễn ra vào ngày 28 tháng 10. Mỗi thí sinh phải gửi ảnh và video phần biểu diễn của mình đến ban tổ chức.
Thí sinh Việt Nam diện bộ đầm đuôi cá ôm sát cơ thể, kiểu dáng cut-out của Nhà thiết kế Tom Kara. Thiết kế đính đá trên nền vải xuyên thấu, tôn đường cong người mặc. Tuy nhiên, bộ cánh của Thái Thị Hoa bị tố sao chép thiết kế dạ hội từng được nhà mốt Valdrin Sahiti - thương hiệu Ả Rập nổi tiếng với loạt trang phục Haute Couture cao cấp - ra mắt hồi tháng 12 năm ngoái.
Đại diện của Thái Thị Hoa thừa nhận mẫu váy cô mặc có sự tham khảo từ nhà mốt quốc tế. "Khi tôi đề nghị nhà thiết kế Tom Kara may trang phục cho Hoa thi Miss Earth, anh ấy từ chối vì thời gian quá gấp. Quy trình hoàn thiện một thiết kế từ bản vẽ phác thảo đến sản phẩm cuối cùng mất 90 ngày. Sau đó, tôi và Hoa đã đến cửa hàng của Tom Kara, lựa chọn mẫu váy được anh ấy may sẵn.
Mẫu váy Hoa mặc tôi thấy ưng mắt lại chưa có ai chọn nên tôi quyết định sử dụng thiết kế này. Tuy nhiên, Tom Kara không nói cho chúng tôi biết đây là sản phẩm copy. Thời gian quá gấp rút nên sai sót là điều không tránh khỏi", người này nói.
Tom Kara cũng đã thừa nhận anh tham khảo ý tưởng từ nhà mốt Haute Couture danh tiếng.

## Các thí sinh tham dự cuộc thi sắc đẹp quốc tế khác
| Quốc gia/Vùng lãnh thổ | Thí sinh                 | Cuộc thi                                             | Đại diện    |
| ---------------------- | ------------------------ | ---------------------------------------------------- | ----------- |
| Armenia                | Yeranuhi Melikyan        | Miss Tourism Queen of the Year International 2015    | Armenia     |
| Bolivia                | Valentina Pérez Medina   | Miss International 2019                              | Bolivia     |
| Bolivia                | Valentina Pérez Medina   | Reinado Internacional de Cafe 2020                   | Bolivia     |
| Campuchia              | Nisay Heng               | Miss Cosmopolitan World 2016                         | Campuchia   |
| Canada                 | Denise Gloren Guelos     | Miss Supranational 2019                              | Canada      |
| Costa Rica             | Kelly Avila Mora         | Reinado Internacional de la Ganadería 2016 (Hoa hậu) | Costa Rica  |
| Estonia                | Anette Müürsepp          | The Miss Globe 2019                                  | Estonia     |
| Phần Lan               | Emilia Lepomäki          | Miss Eco International 2021                          | Phần Lan    |
| Phần Lan               | Emilia Lepomäki          | Miss World 2021                                      | Phần Lan    |
| Đức                    | Annabella Fleck          | Miss Europe 2019 (Top 10)                            | Đức         |
| Đức                    | Annabella Fleck          | Miss International 2019                              | Đức         |
| Guatemala              | Gabriela Castillo        | Miss International 2018                              | Guatemala   |
| Honduras               | Mary Cardona             | Miss Costa Maya International 2018 (Hoa hậu)         | Honduras    |
| Ý                      | Giulia Ragazzini         | Miss World Next Top Model 2019                       | Ý           |
| Mexico                 | Graciela Ballesteros     | Miss Polo International 2019 (Top 10)                | Mexico      |
| Moldova                | Elvira Jain              | Miss Tourism International 2009                      | Moldova     |
| Mông Cổ                | Battogtokh Buyantogtokh  | Miss Model of the World 2012                         | Mông Cổ     |
| Mông Cổ                | Battogtokh Buyantogtokh  | Miss Grand International 2014                        | Mông Cổ     |
| Mông Cổ                | Battogtokh Buyantogtokh  | Miss Supranational 2016                              | Mông Cổ     |
| Myanmar                | Amara Shune Lei          | Miss Grand International 2021 (Top 20)               | Myanmar     |
| Hà Lan                 | Tessa le Conge           | Miss Asia Pacific International 2016 (Hoa hậu)       | Hà Lan      |
| Na Uy                  | Nora Emilie Nakken       | Miss Universe 2021                                   | Na Uy       |
| Pakistan               | Arooj Bokhari            | World Miss University 2019                           | Pakistan    |
| Paraguay               | Natalhia Escobar         | Miss International Youth Beauty 2014 (Hoa hậu)       | Paraguay    |
| Paraguay               | Natalhia Escobar         | Miss Latin America of the World 2014                 | Paraguay    |
| Peru                   | Kelly Dávila             | Miss Expoworld 2013 (Hoa hậu)                        | Peru        |
| Peru                   | Kelly Dávila             | Miss Hispanoamerica Internacional 2015 (Hoa hậu)     | Peru        |
| Peru                   | Kelly Dávila             | Miss Continente Americano 2018 (Hoa hậu)             | Peru        |
| Philippines            | Roxanne Allison Baeyens  | Miss Tourism & Culture Universe 2019 (Á hậu 1)       | Philippines |
| Bồ Đào Nha             | Ivanna Rohashko          | Miss Global City 2019                                | Ukraine     |
| Bồ Đào Nha             | Ivanna Rohashko          | Miss Intercontinental 2019                           | Bồ Đào Nha  |
| Serbia                 | Jana Radulovic           | Miss Tourism World 2018                              | Serbia      |
| Singapore              | Christina Cai            | Miss Chinese International 2018 (Top 10)             | Singapore   |
| Tây Ban Nha            | Marta Lorenzo Morín      | Miss Eco International 2017                          | Tây Ban Nha |
| Tây Ban Nha            | Marta Lorenzo Morín      | World Beauty Queen 2018 (Á hậu 1)                    | Tây Ban Nha |
| Thụy Điển              | Gabriella Lomm Mann      | Top Model of the World 2019                          | Na Uy       |
| Thụy Điển              | Gabriella Lomm Mann      | Miss World 2021                                      | Thụy Điển   |
| Thái Lan               | Teeyapar Sretsirisuvarna | Miss Bikini Universe 2015                            | Thái Lan    |
| Thái Lan               | Teeyapar Sretsirisuvarna | Miss Tourism Sri Lanka International 2016            | Thái Lan    |
| Thái Lan               | Teeyapar Sretsirisuvarna | Miss Tourism World 2016 (Á hậu 2)                    | Thái Lan    |
| Thái Lan               | Teeyapar Sretsirisuvarna | Miss City Tourism International 2017 (Á hậu 2)       | Thái Lan    |
| Thái Lan               | Teeyapar Sretsirisuvarna | Global Charity Queen 2018 (Top 15)                   | Thái Lan    |
| Thái Lan               | Teeyapar Sretsirisuvarna | Miss Asia 2018 (Top 11)                              | Thái Lan    |
| Thái Lan               | Teeyapar Sretsirisuvarna | Miss Earth 2019 (Top 20)                             | Thái Lan    |
| Uruguay                | Lorraine Sosa            | Reina de las Americas 2020                           | Uruguay     |
| Việt Nam               | Thái Thị Hoa             | Global Asian Model 2019 (Top 10)                     | Việt Nam    |